# سفارة الإمارات العربية المتحدة في السويد
سفارة الإمارات العربية المتحدة في السويد هي أرفع تمثيل دبلوماسي لدولة الإمارات العربية المتحدة لدى السويد. تقع السفارة في ستوكهولم وهي تهدف لتعزيز المصالح الإماراتية في السويد.

## وصلات خارجية
- قائمة سفارات الإمارات العربية المتحدة
- قائمة السفارات في السويد